# Lycée Paul Gauguin
Das Lycée Paul Gauguin in Papeete ist das größte Lycée von Französisch-Polynesien. Es zählt knapp 1500 Schüler, davon 120 im Internat, und 97 Lehrkräfte. Die Schüler können nach der 10. Klasse einen  allgemeinbildenden oder technologisch-naturwissenschaftlichen Zweig wählen.

## Geschichte
Nachdem 1897 die Schulpflicht für 6–13-Jährige eingeführt wurde, eröffnete am 16. Januar 1901 die École primaire supérieure von Papeete. 1903 zog sie an den heutigen Standort Tipaerui am westlichen Stadtrand der Hauptstadt und änderte zwei Jahre später ihren Namen in École Centrale. 1923 wurde sie um einen Kindergarten erweitert. 1929 stieg die Schülerzahl auf 200. Im Jahr 1950 wurde ein Zentrum für die technische Ausbildung eingeführt, das erste im gesamten Territorium.
Am 10. August 1953 wurde die École Centrale zum 50. Todestag des Malers Paul Gauguin in Collège Paul Gauguin umbenannt. Es wurde von 478 Schülern besucht. 1958 wurde die 10. Klasse eingeführt und zwei Jahre später auch die Klassen bis zum Abitur. Aus dem Collège wurde am 15. November 1960 das Lycée Paul Gauguin. Es war von nun an möglich, die gesamte Schulausbildung auf Tahiti abzuschließen, ohne sich nach Neukaledonien oder ins Mutterland Frankreich begeben zu müssen. Am 1. Januar 1963 wurde das Lycée eine staatliche Schule. 1966 wurden die Collèges von Taravao, Papara, Moorea, Mataura und Taiohae angeschlossen. Nach mehrjähriger Bauzeit wurde 2015 das Internat mit 120 Plätzen und Krankenstation vom Präsidenten Französisch-Polynesiens Édouard Fritch eröffnet.

## Unterrichtsfächer
Im Angebot stehen die modernen Fremdsprachen Englisch, Spanisch und Chinesisch sowie die Altsprachen Latein und Altgriechisch. Im Schuljahr 2019–2020 wurde noch Deutschunterricht angeboten, es nahmen jedoch nur 12 Schüler, aufgeteilt in drei Klassenstufen, daran teil. Neben den üblichen Schulfächern französischer Gymnasien werden auch Theaterkurse und audio-visuelles Kino unterrichtet. Seit 2016 werden in der „Europa-Abteilung“ (Section europénne) des Gymnasiums die Kurse in Mathematik und Geschichte-Geographie wahlweise in englischer Sprache unterrichtet.

## Umweltschutz
Seit 2022 widmen sich die Schüler des Lycées aktiv dem Umweltschutz. Sie veranstalten regelmäßige Müllsammelaktionen am Strand von Faaa und pflanzten in ihrem Schulhof nach Vorbild des japanischen Biologen Akira Miyawaki den ersten städtischen Mikrowald Französisch-Polynesiens. Damit soll u. a. die Temperatur in der Umgebung bis zu 2 °C gesenkt werden.